# Ligofilia
Ligofilia (del griego λύγη "crepúsculo" y φιλία "amistad") es el tecnicismo que se utiliza para designar el deseo de estar en lugares oscuros o lúgubres. 
Normalmente, la ligofilia es más bien una preferencia y no una enfermedad. A las personas ligofílicas les atraen los lugares oscuros y viajan de noche. El término se usa típicamente en el satanismo o en las culturas góticas.  
La ligofilia se usa comúnmente para ayudar a dormir, como técnica romántica, y para meditación profunda, pero el efecto es de corta duración.
Pacientes que han sido diagnosticados con alergia a la luz del sol presentan casos de leve ligofilia.
- Datos: Q954460